# Магомет Якуб бек Бадаулет
Магоме́т Яку́б бек Бадауле́т (уйг. ياقۇب بەگ بەدۆلەت خان ‎, перс. محمد یعقوب بیگ‎, тадж. Муҳаммад Ёкуб бек Бадавлат); 1820, Пскент, Кокандское ханство — 29 мая 1877, Корла, Синьцзян) — уйгурский военный, политический и государственный деятель. Правитель государства Йеттишар («Семиградье») в Восточном Туркестане, и Кашгара, в 1860-70-х годах.

## Биография

### Ранние годы
Согласно его биографу Д. Болджеру, он был таджиком.
Вот что сообщает Н. И. Веселовский в своем труде о ранней жизни Якуб-бека:
Якуб-Бек — сын Латифа шакосы, сарта, жившего в селении Пскент ташкентского уезда. Лет восемьдесят тому назад Латиф был выслан из Пскента по повелению кокандского правителя Алим-Бека и поселен в местности Капа андиджанского уезда. Ссылка последовала за кляузничество и сплетни Латифа, доведенные до сведения Алим Бека кереучинским беком, дядею последнего. Капа служила местом ссылки потому, что вследствие низменного положения и сырости в ней летом бывает столько мошек и комаров, что жить там чистое наказанье. Во время пребывания Латифа в ссылке, у него родился сын Якуб. По смерти Алим-Бека и затем брата его Омар-Хана, Латиф переселился в свой родной Пскент и вскоре умер. Малолетний Якуб остался на попечении своего дяди. Достигши юношеского возраста, Якуб начал посещать чай-хане, при чем обнаружил способность к пению; a  так как он имел красивую наружность, то его стали называть Якубом-бачею.
Один из пскентских жителей, Абдухалык, находившийся в услужении у кереучинского бека Ирназар-Беглярбега, рекомендовал Якуба в служители к минбаши Гадай-Баю. Обязанности Якуба состояли только в том, что он грел кумган и подавал чилим своему хозяину. От Гадай-Бая Якуб перешёл на службу к Мухаммед-Кериму Кашке, беку ходжентскому, и исполнял те же услуги.
Предки Якуб-бека жили в горной части Каратегина, прежде чем переехать в Дахбед, недалеко от Самарканда. Отец Якуб-бека, Пир Мухаммад родился в Самарканде и закончил свое образование в Худжанде, позже работал кади в Пскенте. Он женился на местной кади в качестве своей второй жены. В 1820 году она родила его сына Якуб-бека.

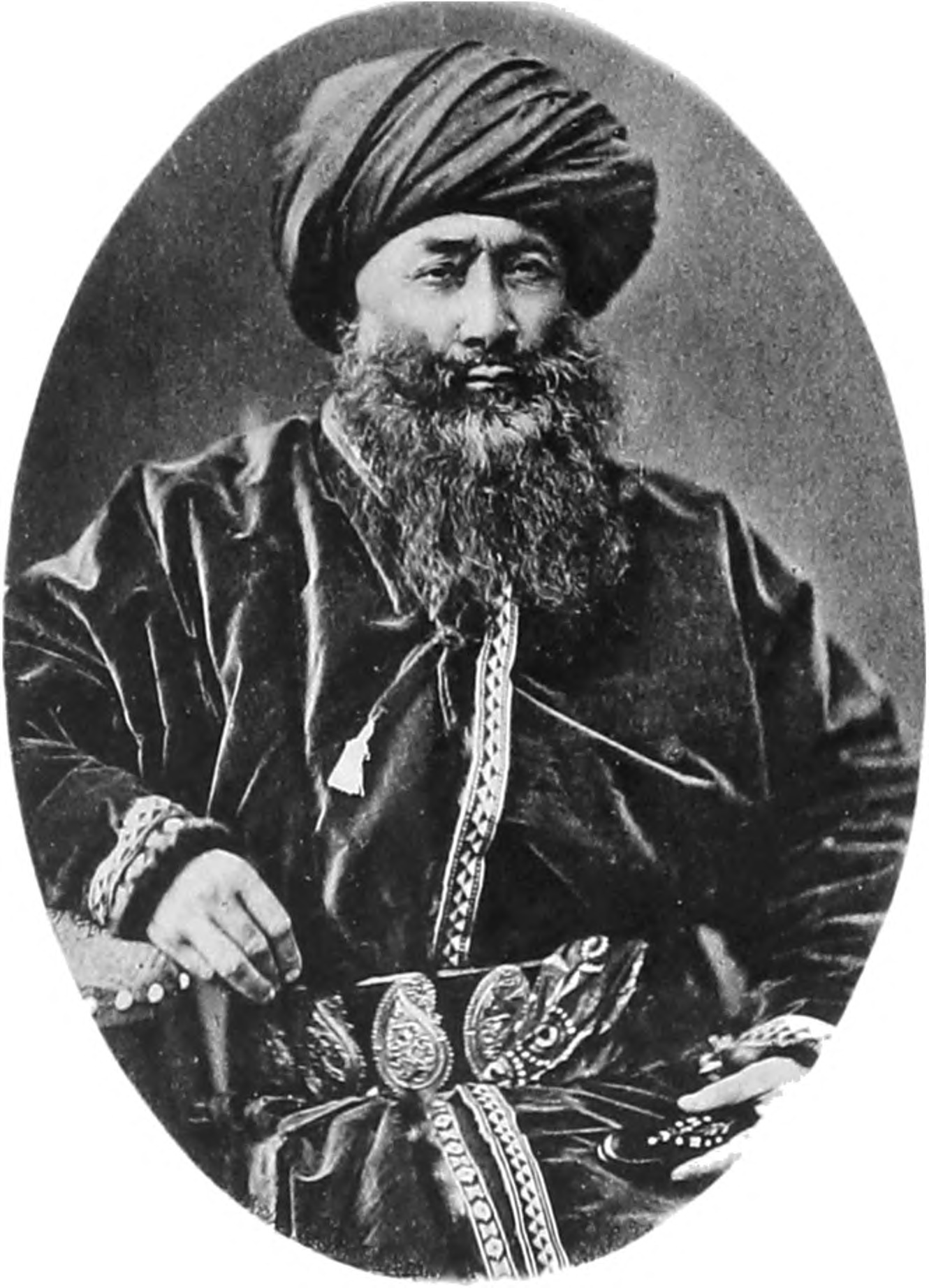
Якуб бек, комендант Акмечети, ок. 1853

Про ранних годах жизни Якуб-бека точные сведение очень мало и противоречивы. Даже год его рождения точно неизвестен. Так, по сведениям генерала Куропаткина, посетившего Кашгар в 1876-77 гг, хотя Якуб-беку в это время было с виду лет 50, люди из его окружения утверждали, что ему от 58 до 64 лет, то есть помещая год его рождения в интервал 1812—1818 гг.
С другой стороны, Муса Сайрами (кашгарский историк, современный Якуб-беку) писал, что ему было всего лишь 22, когда его назначили комендантом Ак-мечети, что помещает его год рождения в 1827-28 г. Современные историки считают мнение британских дипломатов, беседовавших с Якуб-беком в Кашгаре, и утверждавших что он родился в 1820 г, наиболее достоверным.
Британский дипломат Генри Беллью величал его Эмир Мухаммад Якубхан Узбек Кашгарский «Emir Muhammad Yakúb Khan Uzbak  of Kashgár». Нужно отметить, впрочем, что в XIX в. понятие этнической принадлежности в среднеазиатском регионе сильно отличалось от современного: так, помощник Якуб-бека Мирза Ахмад причислял своего руководителя к сартам. По свидетельству современников, Якуб бек кроме родного узбекского языка, также свободно говорил на персидском имеются его указы написанные как по-персидски, так и по-тюркски.

### Карьера в Кокандском ханстве
Ташкентский бек, женатый на сводной сестре Якуб-бека назначил последнего правителем района Чиназ; примерно в 1851 году Якуб-бек стал беком Ак-мечети. В дальнейшем быстро продвигался по службе. После неудачного заговора, организованного им против правителя Коканда Худояр-хана в 1853 г., бежал в Бухару. После свержения Худояр-хана в 1858 вернулся в Коканд.

### Правление в Кашгаре

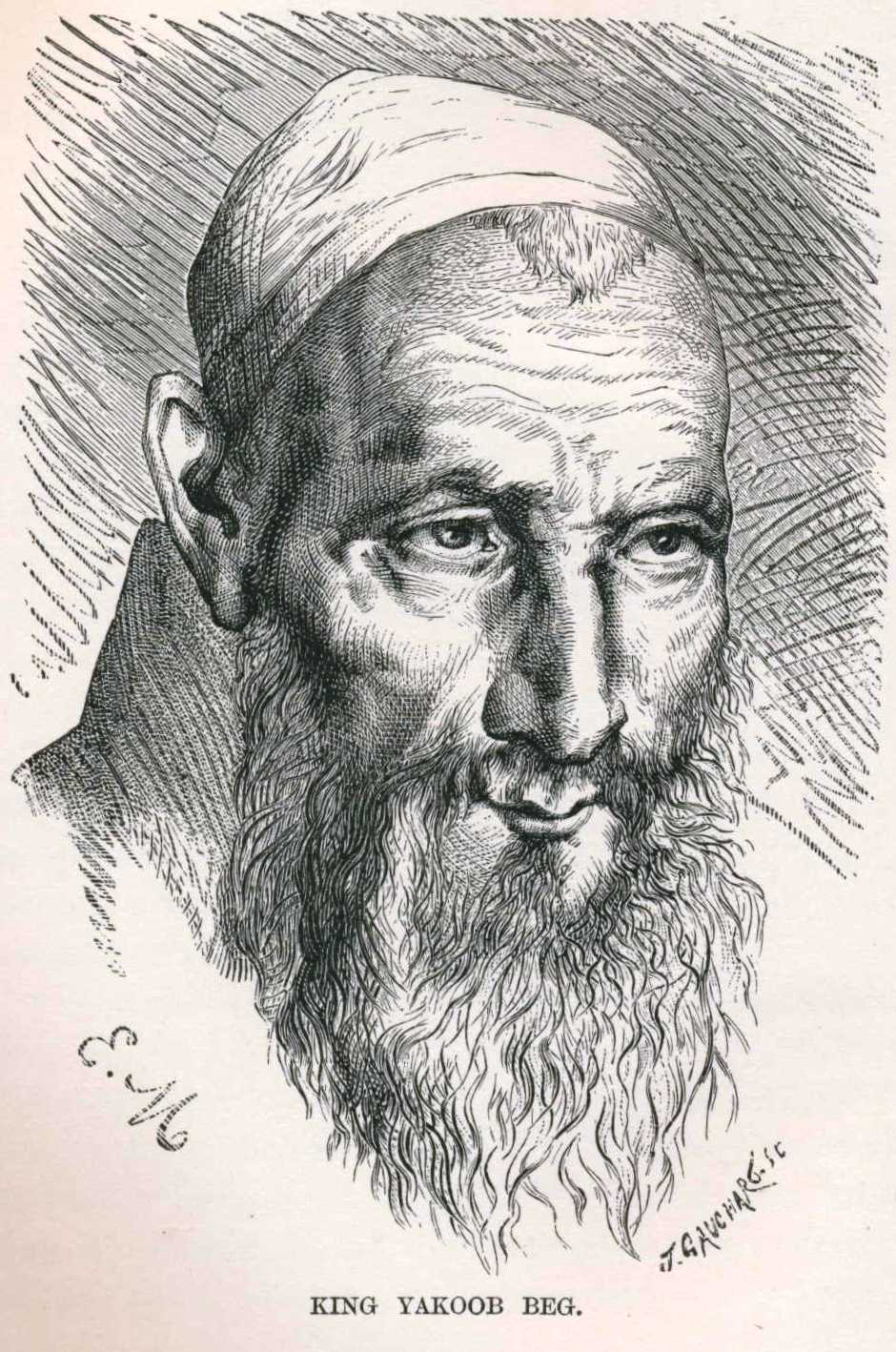
Якуб бек

В 1865 году был послан Алымкул-аталыком в Кашгар военным помощником Бурзук-ходжи — ставленника кокандского хана, который возглавил повстанческие силы в районе Кашгара, поднявшиеся на борьбу против маньчжуро-китайского господства в Восточном Туркестане в 1864 году. Вскоре Якуб-бек узурпировал власть в Кашгаре, после чего начал завоевание других городов Восточного Туркестана. В 1872 он завоевал горную страну Сарич-куль и г. Урумчи, после чего провозгласил создание государства Йеттишар и стал его правителем. В состав этого государства входили Восточный Туркестан и Джунгария, то есть вся территория современного Синьцзяна, за исключением Кумульского Ханства,  районов Алтая и Илийского края. Якуб-бек не имел твёрдой внешнеполитической линии, лавируя между Турцией, Россией и Англией. Урумчи в 1876 был отнят у него китайцами вместе с восточными частями его владений. 31 мая 1877 его убили его же придворные.
С 1870 он именовался «Аталык Гази Бадаулет», то есть «защитник веры и счастливец».
После смерти Якуб-бека началась борьба между претендентами за престол. Воспользовавшись этим, цинский Китай в 1878 году уничтожил государство Йеттишар. Китайцы, по взятии Кашгара, достали труп Якуб-Бека и сожгли его.

## Внешняя политика
Мухаммед Якуб установил дружеские отношение с Бухарским эмиратом и Османской империей. Эмир Бухары и султан Османской империи присвоили ему титул эмира. Мухаммед Якуб хан вел переговоры с Российской и Британской империями. 